# Euepedanus orientalis
Euepedanus orientalis is een hooiwagen uit de familie Epedanidae.